# Kisielice (gemeente)
De gemeente Kisielice is een stad- en landgemeente in het Poolse woiwodschap Ermland-Mazurië, in powiat Iławski.
De zetel van de gemeente is in Kisielice.
Op 30 juni 2004 telde de gemeente 6232 inwoners.

## Oppervlakte gegevens
In 2002 bedroeg de totale oppervlakte van gemeente Kisielice 172,8 km², waarvan:
- agrarisch gebied: 72%
- bossen: 12%

De gemeente beslaat 12,48% van de totale oppervlakte van de powiat.

## Demografie
Stand op 30 juni 2004:
| Omschrijving                   | Totaal | Totaal | Vrouwen | Vrouwen | Mannen | Mannen |
| ------------------------------ | ------ | ------ | ------- | ------- | ------ | ------ |
| eenheid                        | aantal | %      | aantal  | %       | aantal | %      |
| inwoners                       | 6232   | 100    | 3077    | 49,4    | 3155   | 50,6   |
| bevolkingsdichtheid (inw./km²) | 36,1   | 36,1   | 17,8    | 17,8    | 18,3   | 18,3   |

In 2002 bedroeg het gemiddelde inkomen per inwoner 1454,31 zł.

## Administratieve plaatsen (sołectwo)
Biskupiczki, Butowo, Goryń, Jędrychowo, Klimy, Krzywka, Limża, Łęgowo, Łodygowo, Ogrodzieniec, Pławty Wielkie, Sobiewola, Trupel, Wola.

## Overige plaatsen
Byliny, Kantowo, Wałdowo, Stary Folwark, Nowy Folwark, Galinowo.

## Aangrenzende gemeenten
Biskupiec, Gardeja, Iława, Łasin, Prabuty, Susz